# محوطه شادیاخ (کلات)
محوطه شادیاخ مربوط به سدهٔ ۳ تا ۷ ه.ق است و در شهرستان کلات، مابین روستاهای شهر کهنه و حقیه واقع شده و این اثر در تاریخ ۲۷ بهمن ۱۳۸۲ با شمارهٔ ثبت ۱۰۹۱۰ به‌عنوان یکی از آثار ملی ایران به ثبت رسیده است.